# Zator (stad)
Zator is een stad in het Poolse woiwodschap Klein-Polen, gelegen in de powiat Oświęcimski. De oppervlakte bedraagt 11,53 km², het inwonertal 4779 (2008).

## Bezienswaardigheden
Zator is het meest bekend van Energylandia, het pretpark met de meeste achtbanen ter wereld. Daarnaast is er aan de oostkant Zatorland gelegen, een attractiepark met meer dan 60 attracties. Deze twee parken zorgen direct en indirect voor veel werkgelegenheid. In Zator zijn er namelijk erg veel overnachtingsplaatsen.

## Verkeer en vervoer
- Station Zator
- De DK28 start in Zator als afslag van de DK44, die naar Krakau loopt.

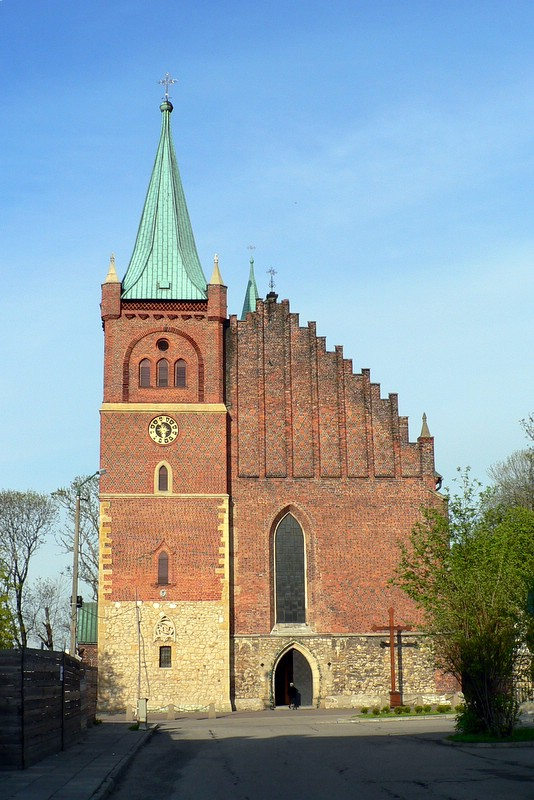